# Campañas del Sur
Las campañas del sur es el nombre con que se conoce a una serie de campañas militares, que entre 1820 y 1826, emprendió la Gran Colombia en América del Sur, para su expansión sobre los territorios de la actual república de Colombia y Ecuador y para la consolidación de la independencia de las repúblicas del Perú y Bolivia, en una prolongación de la guerra emprendida contra el Ejército realista en América, que sostenía la integridad del Imperio español en dichos territorios. Más allá de la capitulación de los ejércitos regulares, los guerrilleros realistas, propios de cada país, todavía combatieron durante varios años más.
La definición de qué hechos comprendieron las campañas del Sur varía, tal que algunos historiadores llaman así a las campañas libertadoras de Quito y Pasto entre 1820 y 1822, mientras que otros se refieren a las operaciones militares desde 1821 hasta 1826, cuando capituló la fortaleza de El Callao. Sin embargo, se puede decir a ciencia cierta que las campañas del Sur tuvieron por objetivo finalizar la guerra de independencia hispanoamericana en América del sur, y como resultado coyuntural, el auge de la influencia y el poder de la Gran Colombia, que bajo la presidencia de Simón Bolívar, buscaba la reunión de los nuevos estados bajo su hegemonía en la forma de una Federación de los Andes. Este proyecto fracasó sin embargo y la propia Gran Colombia desapareció en 1831, balcanizada por la secesión de los estados que la constituían.

## Campaña de Quito

### Operaciones de Sucre en Ecuador

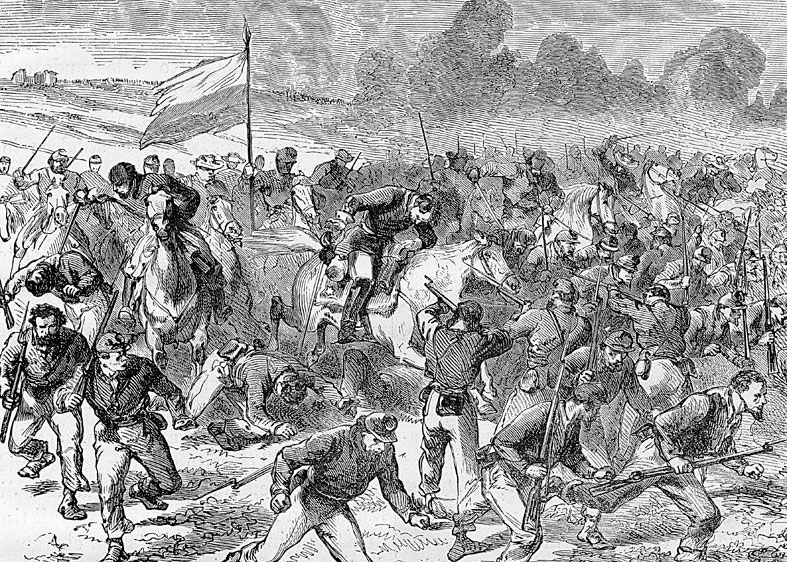
Batalla de Yaguachi.

Tras la revolución del 9 de octubre de 1820 la ciudad de Guayaquil se había constituido como un estado independiente, la Provincia Libre de Guayaquil, pero pronto se encontró en una delicada situación militar luego de ser derrotados los guayaquileños en la primera batalla de Huachi y la batalla de Tanizagua. José Joaquín de Olmedo solicitó ayuda militar a la Gran Colombia para defender la ciudad y para liberar la Real Audiencia de Quito. Bolívar envía a su mejor general, Antonio José de Sucre, a principios de 1821 a Guayaquil en reemplazo del general José Mires. Sucre llegó el 6 de mayo de 1821 con unos 650 soldados colombianos, a los que sumó unos 1400 ecuatorianos. Las instrucciones de Sucre consistían en tomar el mando de las tropas que se encontraban en Guayaquil, asegurar la incorporación de la provincia a Colombia y preparar en conjunción con el Libertador las operaciones que habrían de liberar Quito. Quito estaba fuertemente guarnecida, a pesar de que las tropas realistas habían disminuido a la mitad en los últimos años, de cuatro a dos mil. Estima que las provincias de Guayaquil, Ecuador (Quito) y Azuay podían sostener 4000 a 5000 soldados perfectamente si se lo proponen.
Las fuerzas que guarnecían Guayaquil en 1820 eran 1500 defensores: por orden de José Fernando de Abascal 250 a 300 marineros que operaban siete lanchas cañoneras (el puerto era el principal arsenal y astillero en el Pacífico español), 600 soldados de infantería del batallón Granaderos de Reserva originarios de Cuzco, 200 voluntarios del medio Batallón Milicias de Guayaquil, 150 jinetes del escuadrón Caballería de Daule, y 200 artilleros de la brigada de Artillería. La ciudad tenía una población de 14 000 personas y dominaba una provincia de 71 000 almas, 12 000 de las cuales eran europeos. En total, la Real Audiencia de Quito contaba con 3500 soldados al mando del mariscal Melchor Aymerich.
Al llegar Sucre a Guayaquil se dedicó a organizar y entrenar las tropas. El 15 de marzo firmó un convenio con la Junta de Gobierno de la ciudad, el cual estipulaba que la Provincia de Guayaquil quedaría bajo la protección y tutela de Colombia, anulando así el tratado firmado con los agentes peruanos. Sucre colocó a sus tropas en Samborondón y Babahoyo para bloquear la entrada a la provincia a los realistas. El 17 de julio de ese año ocurrió una rebelión anticolombiana y pro-realista que fue reprimida con éxito.
Los realistas al conocer la rebelión se dispusieron a apoyarla, el gobernador Aymerich marchó al sur con 2000 hombres, mientras que el coronel González marchó desde Cuenca hacia Guayaquil amenazando las comunicaciones de Sucre, quien se dirigía a combatir a Aymerich. Enterado Sucre del movimiento retrocedió para enfrentar a González y lo batió el 12 de agosto en la batalla de Yaguachi, tras lo cual Sucre volvió al norte a enfrentar a Aymerich pero este se retiraba al norte. El ejército persiguió a los realistas un largo trecho pero la situación política en Guayaquil obligó a Sucre a regresar.
Tras calmarse la situación política en la ciudad Sucre se dirige de vuelta a la cordillera con 900 infantes y 70 jinetes, en busca de Aymerich. Durante varios días maniobra en contra de este, atraviesa el Chimborazo y llega el 11 de septiembre al Valle Alto del río Ambato. Sucre es renuente a bajar de la cordillera por la ventaja numérica de la caballería española, pero hostigado por sus compañeros desciende el 12 a Santa Rosa ocupando posiciones defensivas mientras que Aymerich avanzaba hacia Ambato. Ambos ejércitos se enfrentaron en la segunda batalla de Huachi, Sucre dispuso una sólida formación defensiva pero al atacar los realistas el general Mires se adelantó a la contraofensiva y, tras ser rechazado su ataque, el ejército patriota fue envuelto, derrotado y casi destruido.
De regreso a Guayaquil Sucre necesita urgentemente refuerzos para reponerse de la derrota de Huachi, para lo cual solicita a Francisco de Paula Santander el envío de tropas, pero este prefiere reforzar a la división de Pedro León Torres, quien debía dirigirse por tierra vía Popayán-Pasto-Quito. En tales circunstancias Sucre dirige una carta al Protector del Perú, José de San Martín, reclamando el batallón Numancia, excelente unidad formada en Venezuela en 1813 y enviada por Pablo Morillo al Perú en 1816; en 1820 se había pasado a las fuerzas del Protector y deseaban volver a casa. San Martín no deseaba renunciar al Numancia, que era el mejor batallón del que disponía, y en su lugar mando a algunas fuerzas al mando del coronel Andrés de Santa Cruz. La división de Santa Cruz fue reorganizado en los batallones n.º 2 y 4 o Piura, los escuadrones Cazadores del Perú y Granaderos de los Andes y un piquete de artillería, contabilizando 1622 a 1693 plazas.
Con las fuerzas de Santa Cruz y la leva impuesta, Sucre volvió a contar con unos 1200 efectivos aunque en su mayoría sin ninguna experiencia militar exceptuando el batallón Trujillo con algo de instrucción y el escuadrón de Granaderos a Caballo de 90 hombres veteranos al mando de Lavalle.
Sucre decidió reanudar la campaña desde el sur de Guayaquil, para lo cual envió pequeños destacamentos en varias direcciones con el fin de desinformar a los realistas de la ruta que tendría su ofensiva mientras que él se embarcaba con el ejército en Guayaquil y se dirigía por mar hacia Machala. Luego de desembarcar a sus tropas marchó hacia Saguro, donde se reunió con los peruanos de Santa Cruz, tras lo que marchó a Cuenca, llegando a está el 23 de febrero de 1822, donde esperó la fecha acordada por Bolívar para iniciar la ofensiva. Mientras tanto aumentó sus fuerzas con algunos refuerzos llegados de Guayaquil.
Llegada la autorización de Bolívar, Sucre avanzó hacia Alausí a principios de abril. Disponía ahora de unos 2000 infantes y 400 de caballería. Las fuerzas realistas eran unos 2000 soldados de línea, además de centenares de milicianos. A mediados de ese mes, los republicanos sumaban 3000 hombres bajo el mando de Sucre en diversas guarniciones, incluyendo chilenos y argentinos en las unidades montadas. El 20 de ese mes fueron emboscados por los españoles pero estos fueron rechazados. Al día siguiente se toparon con que los realistas habían fortificado el camino por lo que Sucre flanqueo dicha posición y ofreció batalla pero los españoles prefirieron retirarse. Sucre ordenó al coronel Diego Ibarra que atacara con su caballería a los realistas quienes se encontraban retirándose de la villa de Riobamba, los españoles a su vez enviaron a su caballería para proteger su retirada.
El ejército partió de Riobamba el 28 de abril hacia Latacunga ciudad a la que llegaron el 2 de mayo, y donde se incorporaron 200 hombres del batallón Magdalena del coronel José María Córdoba que venían desde el Cauca. El resto del Magdalena (unos 400) se encontraban en Guayaquil y en Cuenca enfermos y cansados. Los realistas se encontraban en Machachi con unos 2200 infantes de Nicolás López y unos 300 de caballería dirigidos por el coronel Tolrá que cubrían los pasos de Jalupana y la Viudita.
Sucre decidió evadir la posición realista por la derecha. El 13 marchó por el camino de Limpiopongo, ascendió a las faldas del volcán Cotopaxi donde acampó. El 17 descendió al valle de Chillo. El coronel Nicolás López, al tanto de estos movimientos, retrocedió el 16 hasta Quito.

Batalla de Pichincha.

El 20 cruzó la colina de Puengasí y al día siguiente descendió al llano de Turubamba, ofreciendo batalla en un terreno favorable a los españoles pero estos no la aceptaron. Luego de varias maniobras para atraer a los realistas, Sucre flanqueó a los españoles por la derecha y se colocó en el pueblo de Pasto. Sucre comenzó la marcha en la noche del 23 y a las 08:00 del 24 se encontraba en las alturas del Pichincha desde donde dominaba la ciudad de Quito. Los españoles, al verse rodeados, subieron a su vez el volcán. Por la dificultad del terreno, ambos ejércitos se ven obligados a combatir por oleadas. Tras la victoria patriota en la batalla de Pichincha, Quito es ocupada por el Ejército Libertador y el Ecuador queda en manos de los independentistas. Al día siguiente Aymerich se rinde mediante la Capitulación de Quito, el 29 de mayo la Municipalidad de Quito proclamó la integración de la antigua Real Audiencia de Quito a Colombia.
Entre septiembre de 1821 y mayo de 1822 el gobierno de la Gran Colombia había enviado 137 oficiales y 7314 soldados a apoyar las operaciones del Libertador, excluyendo los contingentes enviados a Guayaquil para auxiliar a Sucre, pero solo 2000 estaban activos y otro tanto hospitalizados.

### Operaciones de Bolívar contra Pasto

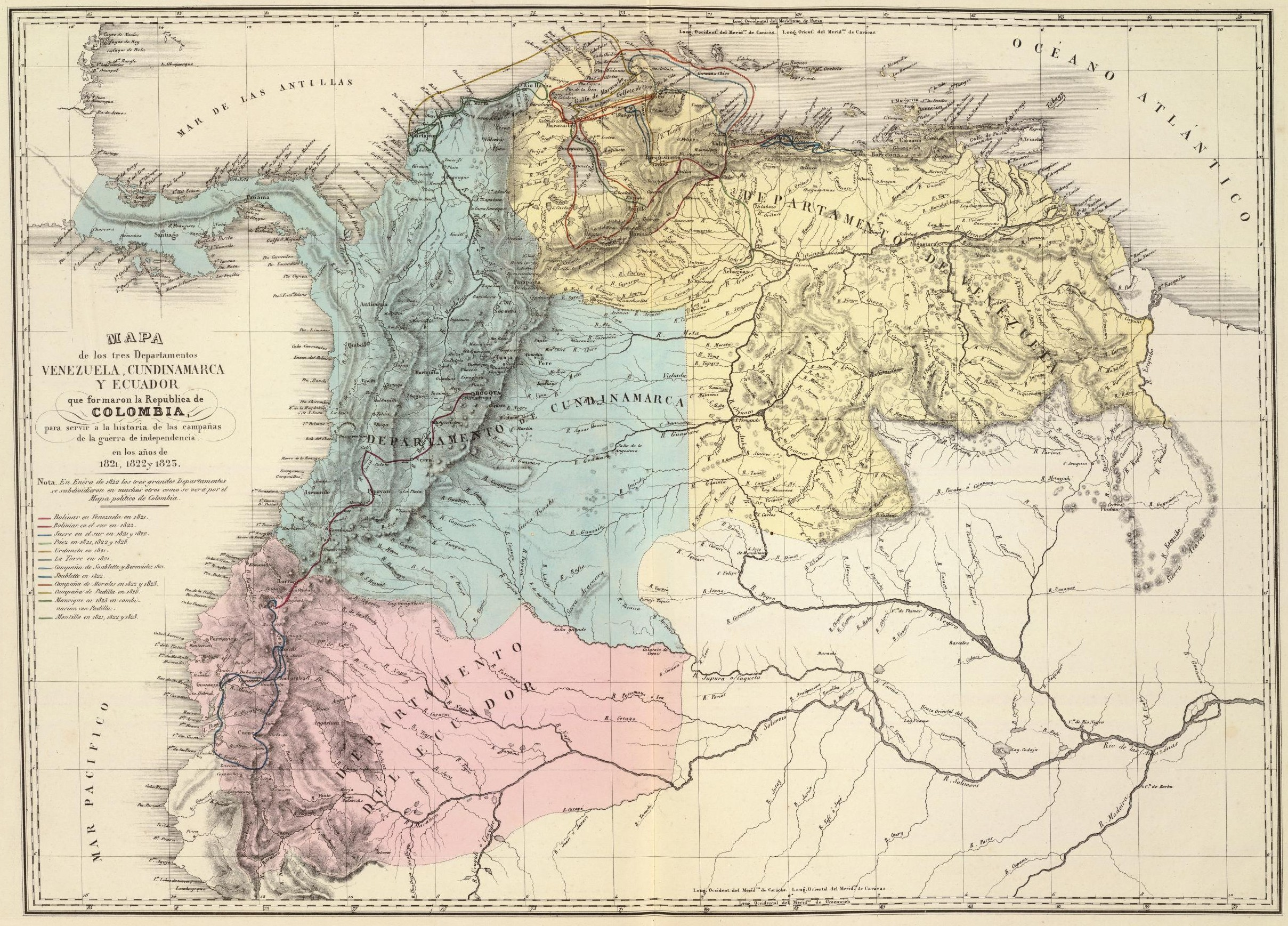
Campañas de independencia en Venezuela, Nueva Granada y Quito entre 1821 y 1823.

Luego de la batalla de Carabobo, el Congreso Constituyente de 1821 nombró a Bolívar Presidente de la República, y a Santander como Vicepresidente. Bolívar realiza los preparativos ese mismo año: organiza un ejército de cuatro mil soldados, encarga la Presidencia a Santander y marcha al sur.Inicialmente el Libertador quería transportar la tropa por mar en tres bergantines; cuando se encontraba embarcándose por el puerto de Buenaventura, apareció una escuadra española enviada por Juan de la Cruz Mourgeon y Achet desde la actual costa septentrional del Ecuador, estaba conformada por una corbeta, cuatro goletas y tres transportes. La debilidad de la armada colombiana en el Pacífico en comparación a la española lo obliga a tomar la ruta terrestre, más ardua por la dificultad del terreno que presenta los Andes, que junto a las enfermedades producen mayores bajas en el ejército de lo previsto y que no puede reponer con los contingentes que encuentra en el camino. Al llegar a Popayán, se refuerza con 1200 hombres, pertenecientes a la división del general Pedro León Torres. Espera en la provincia de Popayán refuerzos que había pedido al gobierno, pero al no serles concedidos sigue hacia Pasto.
El Libertador deseaba evitar Patía y Pasto, conocedor de los desastres sufridos por otros comandantes en los años anteriores. Prefería atacar Quito transportando por mar su ejército hasta Guayaquil. También esperaba contar con el apoyo del gobierno chileno y de San Martín para liberar Quito. En una carta fechada el 24 de agosto de 1821 y dirigida a San Martín, considerando que los realistas venezolanos, aplastados en Carabobo pronto encontrarían su fin en Puerto Cabello, se podrían destinar los recursos a que la poderosa escuadra chilena de Thomas Cochrane transportara su ejército. En octubre de ese año 4000 soldados colombianos zarparían de Santa Marta rumbo a Panamá donde se les uniría otro tanto de efectivos, de ahí ambos contingentes navegarían hasta Guayaquil, donde 3000 republicanos estaban acantonados. Por último, más de 4000 unidades saldrían de Buenaventura para reforzar el actual puerto ecuatoriano, con dos o tres millares de fusiles de reserva. La fuerza contabilizaría un total de 10 000 a 12 000 elementos. Sin embargo, la lejanía de las costas peruanas y ecuatorianas de sus bases impedía actuar a Cochrane. Finalmente, Bolívar se conformó, abandono sus planes y empezó a idear el avance de unos 4000 hombres sobre Patía y Pasto.
La ciudad de Pasto había sido un bastión realista desde el comienzo de la emancipación neogranadina. El territorio entre Quito y Popayán estaba en poder de las guerrillas pastusas, quienes en el pasado habían destruido varios ejércitos neogranadinos enviados a pacificar la región. La resistencia de la población, unida a la dificultad del terreno, hacían a la región una posición de gran capacidad defensiva donde las guerrillas realistas conducidas por el general mestizo pastuso Agustín Agualongo lograron mantener su resistencia por mucho tiempo. A manera de ejemplo, tras la batalla de Boyacá (7 de agosto de 1819) el comandante realista Sebastián de la Calzada que guarnecía la ciudad de Santa Fe de Bogotá se retiró a los dos días hacia Pasto donde logró organizar un ejército de 4000 hombres y atacó Popayán (24 de enero de 1820). Tras algunos enfrentamientos en el Valle del Cauca Calzada fue relevado de su mando y enviado a Venezuela mientras que los pastusos continuaron la resistencia. Perdiendo los realistas la ciudad de Popayán de forma definitiva el 14 de julio de 1820. Con la entrada del general Juan Manuel Valdez.
Luego de cruzar el río Mayo, el ejército se desvió del camino de Berruecos (el más directo a Pasto) y tomó en su lugar el de la derecha, con el objetivo de flanquear las posiciones de los españoles, ubicadas detrás del río Juanambú. Luego de varios cruces falsos, los colombianos lograron cruzar el río por el paso del Burrero casi sin resistencia, tras lo que acamparon en el Pañol, zona abundante en productos agrícolas y en la que aprovecharon para reorganizar sus fuerzas.
El 2 de abril, el ejército siguió la marcha, y acosado por las guerrillas realistas cruzaron la quebrada de Molinos de Aco, acampando en Cerro Gordo. El ejército se había reducido por las bajas y las guarniciones a 2100 efectivos.
Luego de un día de descanso, Bolívar reanudó la marcha el 4 de abril por el camino hacia Pasto, pero al llegar a la Cumbre cerca de Genoy, en donde los realistas habían fortificado el camino, convergieron a la derecha hacia Mombuco. El mismo día fueron atacados por guerrillas realistas, pero estas fueron abatidas por el batallón Bogotá y se encerraron en las fortificaciones de Genoy. Al día siguiente se repitieron los ataques de las guerrillas, luego de repelerlos el ejército siguió por el Trapiche de Matacuchos y acamparon el 6 en el pueblo de Consacá muy cerca de Pasto, mientras el batallón Bogotá acampo como vanguardia más adelante, en la hacienda de Bomboná.

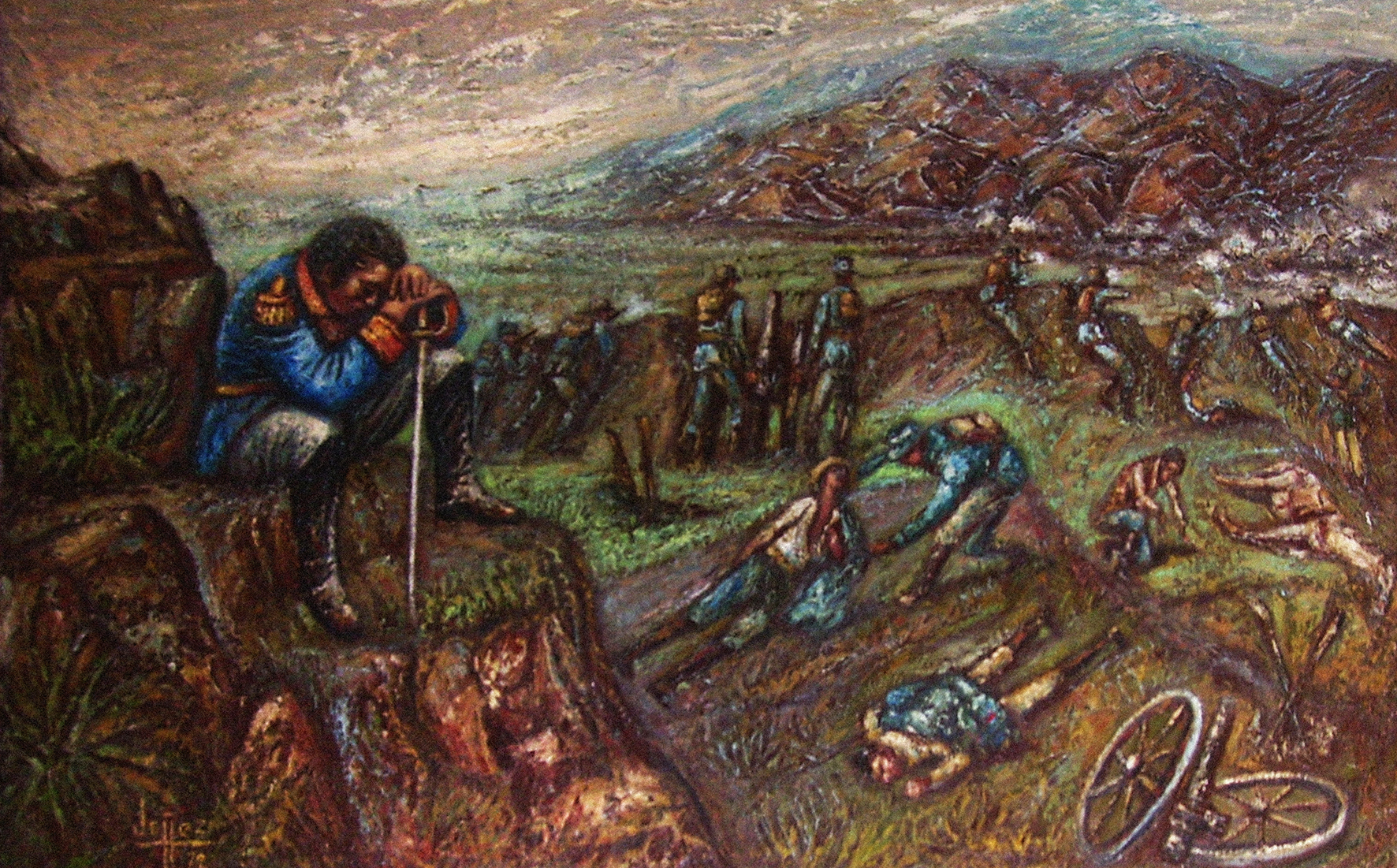
Simón Bolívar sentado en la piedra, durante la batalla. Composición simbólica de la Batalla de Bomboná.

El 7 de abril se produce la batalla de Bomboná. A pesar de las desfavorables condiciones Bolívar decidió atacar pues quería llegar a tiempo a Quito donde lo estaría esperando Sucre para librar la batalla decisiva. Los realistas al mando de Basilio Modesto García, en una sólida posición infligieron grandes pérdidas a los colombianos. El resultado de esta batalla fue parejo, con grandes pérdidas para ambos bandos.
Las pérdidas en Bomboná obligaron a Bolívar a esperar en Cariaco, hasta recibir refuerzos. El 16 de abril, aún sin noticias de algún refuerzo, Bolívar emprende la retirada. Al día siguiente es atacado por un nutrido grupo de guerrillas mientras marchaba por el camino de Genoy pero fueron rechazadas por los colombianos. En la tarde del 19, las guerrillas volvieron a atacar y fueron de nuevo repelidas.
El 20 de abril, habiendo repuesto sus pérdidas, el comandante español presenta batalla en el sitio de El Peñol. El combate dura una hora, tras lo que los realistas se retiran. García se retira a Pasto mientras Bolívar cruza el río Mayo y acampa en la altura denominada Trapiche. Allí recibe refuerzos, y sus fuerzas alcanzan nuevamente los 2000 hombres.
Con el ejército colombiano reforzado de vuelta a la ofensiva y la noticia de la derrota en Pichincha, el comandante Basilio García capitula ante Bolívar el 8 de junio al entrar el ejército colombiano a Pasto. Benito Boves huye con gran parte de la población hacia las montañas. El Libertador ofrece la paz a los pastusos, entre los términos estaban el respeto a su religión y la exención al servicio militar y al pago de gabelas obligatorios para el resto de los colombianos. El camino entre Quito y Bogotá está abierto. La causa realista estaba pérdida, sus últimos defensores estaban aislados de España en la Sierra bajo peruana y en el Alto Perú por el ejército de San Martín, en Bogotá se esperaba que pronto capitularan.

### Rebelión de Pasto
Hallándose Bolívar y Sucre en Quito, los pastusos se rebelan bajo la dirección de Boves. Bolívar envía a Sucre a sofocar la insurrección pero los rebeldes derrotan a Sucre el 24 de noviembre de 1822 en la 1.ª Cuchilla del Taindalá. Sucre se retira perseguido por Boves, pero luego de reorganizarse Sucre se vuelve y derrota a los pastusos en la 2.ª Cuchilla del Taindalá y en la Quebrada de Yacuanquer.
Boves se retira de vuelta a Pasto, y prepara sus defensas para resistir hasta el final. En la noche del 24 de diciembre de 1822, el mariscal Sucre toma por asalto la ciudad, aprovechando la aparente calma de Navidad. Los habitantes de Pasto no se encuentran preparados para dicho combate, y de forma despiadada el Batallón Rifles comete todo tipo de excesos, asesinando a más de cuatrocientos civiles, entre mujeres, ancianos y niños, y recluta por la fuerza a mil trescientos hombres. Además, se dio la orden de ejecutar secretamente a catorce ilustres personajes de la ciudad, siendo capturados, atados por la espalda y arrojados por un precipicio al río Guáitara, siendo este uno de los episodios más oscuros y menos conocidos en las guerras de independencia colombianas. De esta manera, el antiguo fortín de la región de Pasto queda doblegado, y la rebelión se ve aplastada de forma casi definitiva.

### Anexión y Entrevista de Guayaquil

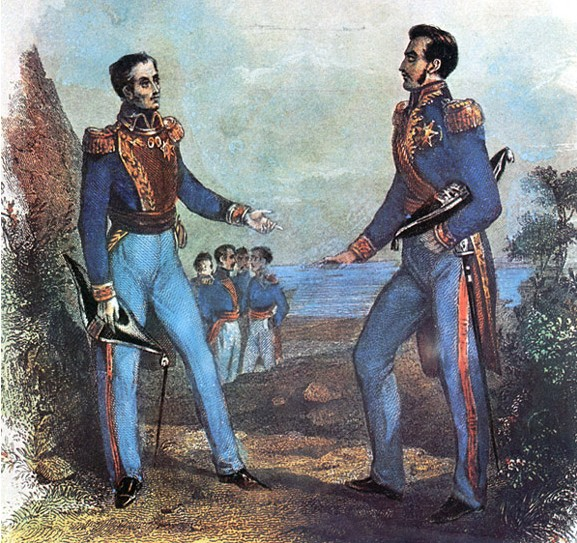
José de San Martín y Simón Bolívar en la entrevista de Guayaquil.

La ciudad de Guayaquil sería la manzana de la discordia entre ambos Libertadores, y en ella se daría el encuentro que abriría el camino para la intervención colombiana en la lucha por la independencia peruana.
Al finalizar la campaña por la liberación de Ecuador, la ciudad de Quito y las demás provincias con excepción de la de Guayaquil constituida como Provincia Libre desde 1820, habían declarado su anexión a la República de Colombia. En Guayaquil la opinión pública permanecía dividida entre partidarios de la anexión, fuera al Perú o a Colombia, y los que deseaban permanecer independientes de cualquier poder extranjero.
Tanto el Protector como el Libertador deseaban la anexión de la Provincia a sus estados, pero fue Bolívar el que actuaría con decisión, ocupando militarmente la ciudad el 13 de julio y proclamando dos días después la anexión de Guayaquil a Colombia.
Bolívar y San Martín se entrevistaron el 26 de julio, donde debieron tratar los temas sobre la soberanía de Guayaquil y la guerra en el Perú. Poco tiempo después de la entrevista, San Martín renuncia al protectorado. No tardaría mucho tiempo para que el Perú y Colombia se viesen en necesidad de emprender juntos la guerra contra los realistas y asegurar sus respectivas independencias. Como parte de los acuerdos logrados, Bolívar comprometió el envío de seis soldados colombianos a Perú, el primer contingente de tres mil hombres llegaría en abril del siguiente año al Callao. Con esto el Libertador contaba con siete a nueve mil hombres en Perú.

## Campañas en el Perú

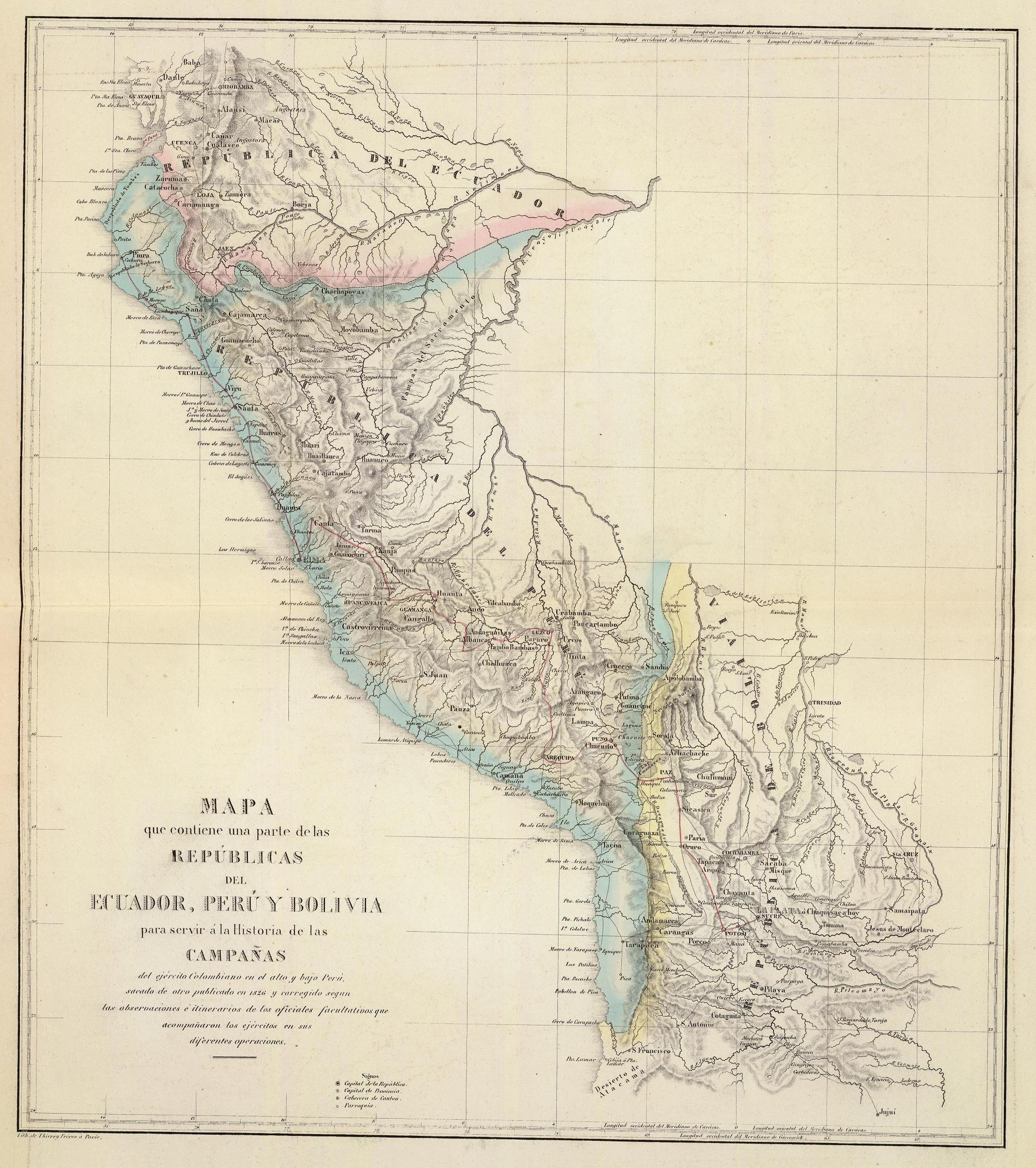
Campañas de independencia en Quito, Perú y el Alto Perú entre 1823 y 1826.

### Antecedentes
Luego del impulso que significaron para el proyecto emancipador americano las campañas de José de San Martín en el sur del continente a finales de la década de 1810, la situación en el cono sur era en extremo preocupante: en las Provincias Unidas del Río de la Plata los conflictos entre las provincias y Buenos Aires empezaban a tomar fuerza y los caudillos tendrían rienda suelta tras la batalla de Cepeda; el Reino Unido de Portugal, Brasil y Algarve comenzaba una agresiva política de expansión hacia el sur que por su carácter monárquico representaba un peligro para la independencia americana y sus nacientes democracias; en el Perú San Martín buscaba una solución política para la guerra con la coronación de un príncipe europeo en América, pero las disputas de poder entre los caudillos, las ambiciones políticas de la oligarquía y el potente ejército que los españoles mantenían en el país estaba a punto de desembocar en la mayor de las anarquías. Todas estas condiciones habían dislocado al movimiento emancipador en pequeños centros de poder en los cuales las clases dominantes mantenían celosamente el poder, resultando en una peligrosa atomización del poder que sería incapaz de resistir un avance de los españoles desde el Perú, menos aun de atacarlos.
En el norte por el contrario, habiendo superado las desuniones y aglutinado en buena parte las distintas clases sociales e intereses al movimiento emancipador bajo la dirección de Simón Bolívar, dándole un carácter colectivo que rompiera con los tiempos en que solo interesaba a la aristocracia por mantener su poder y a la burguesía por alcanzar dicho poder, habían, tras varias campañas, liberado buena parte del territorio del antiguo Virreinato de Nueva Granada, que había sido reorganizado como república, la Gran Colombia, desde la que Bolívar deseaba completar su sueño americanista de unir a los antiguos dominios españoles en una sola república que tuviera la fuerza para resistir cualquier intento de recolonización española o de cualquier otra potencia.
Luego de la batalla de Carabobo en 1821, el territorio grancolombiano quedó en buena parte asegurado aun cuando la guerra duraría hasta 1823 en Venezuela con la caída de Puerto Cabello en manos republicanas del general José Antonio Páez y proseguirían algunas guerrillas realistas en Nueva Granada y Venezuela.

### Perú y la intervención colombiana
Tras la victoria de Pichincha San Martín escribió a Sucre el 24 de junio de 1822 solicitando la devolución de la división de Santa Cruz más otra de 1500 a 2000 combatientes para finiquitar al Ejército Real del Perú. Sin embargo, los esperados refuerzos no podrían salir de los recursos quiteños, como se había especulado, la provincia estaba destruida por la guerra. El 13 de julio San Martín acepta los ofrecimientos de ayuda colombiana. Tras la retirada de San Martín a consecuencia de la decepcionante Entrevista de Guayaquil, el Congreso Constituyente nombró al Presidente de la Junta de Gobierno al general José de La Mar. Este comprometió buena parte del ejército en el desarrollo de las campañas sanmartinianas de los puertos intermedios que fracasaron en las batallas de Torata y Moquegua, dejando al gobierno peruano en una delicada condición militar. 
El 31 de julio de 1822 el Ejército Libertador acantonado en Lima contaba con 7491 plazas y 397 jefes y oficiales listos para iniciar campaña bajo las órdenes del general Rudecindo Alvarado. Estaban organizados en el regimiento Artillería de Chile, la compañía Artillería de los Andes, los batallones n.º 2, 3, 4, 5 y 11, Numancia, Cazadores del Ejército y Legión Peruana, y los regimientos Río de la Plata, Granaderos a Caballo y Húsares de la Legión o de la Guardia. Era el mayor ejército reunido en la capital virreinal desde los tiempos de Manuel de Amat y Junyent, durante la guerra de los Siete Años organizó las milicias cívicas para levantar una hueste de cinco mil infantes y dos mil jinetes que resguardara los territorios españoles de posibles ataques ingleses o portugueses. En las sierras había ocho montoneras que sumaban 649 hombres armados encabezadas por cinco capitanes, dos tenientes y sargento mayor (en la estimación no se incluyen las partidas de los comandantes Juan Evangelista Vivas en Jauja y Isidoro Villar en Cerro de Pasco). También estaban las milicias cívicas que sumaban 21 288 «pobladores suficientemente armados» y organizados en una fuerza para los departamentos del norte (Trujillo y la Costa) y otra para la provincia de Lima. La primera sumaba una compañía, tres regimientos y cuatro batallones de infantería, y siete regimientos (dos de dragones) y cuatro escuadrones de caballería provienientes de Huaura, Chalaco, Amotape, Querocotó, Pacasmayo, San Pablo, Huambos, Chota, San Marcos de Ferreñafe, Trujillo, Moyobamba, Piura, Huamachuco, San Antonio de Cajamarca y Lambayeque. En total 13 970 hombres. La segunda se dividía en los batallones Peruanos Leales, Patriotas y Legión Peruana, el regimiento de línea de la Guardia Cívica, zapadores, la brigada de artillería de la 4a. compañía de 1a. Creación y cía. de Morán Leales y de caballería en el regimiento de Caballería Leales y Escuadrón de Pardos. En total 5584 infantes y 1734 artilleros y jinetes (7318 plazas).
También se esperaba el próximo retorno de la división de Santa Cruz, que debido a las bajas y reemplazos había quedado en 1604 hombres organizados en el batallón n.º 2 (712 hombres), el batallón Piura (477), granaderos a caballo (123), cazadores a caballo (277) y piquete de artillería (15), considerándose que habían sufrido 89 bajas. A ellos se sumarían 1656 veteranos enviados por Bolívar y que habían sido extraídos de los batallones Vencedores de Boyacá, Vencedores de Pichincha y Yaguachi. Se los esperaba para septiembre. Así San Martín dispondría de unos 10 647 soldados de línea y más de 22 000 milicianos para enfrentar a los 9530 soldados que según sus fuentes le quedaban al virrey en la sierra. Por último, estaba la Armada: fragata Protector, corbetas Limeña y O'Higgins, bergantines Belgrano, Balcarce y Nancy y goletas Cruz, Castelli y Macedonia, sumaban 126 cañones y 642 tripulantes. En comparación, en 1805 las fuerzas virreinales sumaban 23 802 milicianos disciplinados y 27 816 urbanos en Lima, Arequipa, Cuzco, Trujillo y Chiloé.
Las derrotas militares y las pugnas políticas entre los patriotas peruanos debilitaron las fuerzas independentistas peruanas. El gobierno de José de la Riva-Agüero fue presionado por la opinión pública para que solicitara la intervención de Bolívar, interesado en intervenir en el Perú, para lo cual era necesario crear el ambiente para su llamamiento. El Libertador, que se encontraba en Guayaquil vigilando los acontecimientos en Perú, envió a las primeras solicitudes peruanas los 6000 hombres que ya tenía preparados en Ecuador en dos expediciones sucesivas de 3000 hombres, con el general Sucre al mando de las fuerzas y encargado de negociar con el Perú los términos en que Bolívar intervendría en la guerra.
A finales de febrero de 1823 las fuerzas realistas se componían de 18 000 hombres: 5000 del Ejército del Norte al mando de José de Canterac en el valle del Jauja, 4000 de la división de Pedro Antonio Olañeta con la guarnición de Santa Cruz de la Sierra, 3000 en Charcas, 3000 del Ejército del Sur situados entre Puno y Arequipa, 1000 en el Cuzco y 2000 en otras guarniciones. Los dirigentes revolucionarios, en particular Bolívar, creían que el ejército realista peruano en 1822 era más poderoso que dos años atrás; en esos momentos se esperaba que con cinco o seis mil soldados pudieran vencer a los monárquicos.
Durante esas fechas el Libertador prometió a los gobiernos limeños de 4000 o 4500 efectivos en apoyo, no los tenía pero esperaba reunirlos en Ecuador, sin embargo, pronto se dio cuenta de que la devastada región no podría aportarle ni 3000 hombres reclutados a la fuerza, además el ejército reunido en Quito y Guayaquil apenas alcanzaba los 3000 combatientes, tendría que contentarse enviando 1700 refuerzos. Según el general John Miller, hermano de Guillermo Miller, Bolívar había capturado Quito gran cantidad de prisioneros, que reclutados a la fuerza elevaban su ejército a 9600 efectivos, pero como no eran de fiar solo podía apoyar a Lima con 1070 unidades. Se contemplaba también la posibilidad de darse el caso en que el ejército peruano era vencido por los realistas antes de arribar los refuerzos, pues los restos se retirarían al norte para unirse a los colombianos.
Tratando de cumplir sus promesas Bolívar solicitó a Santander el envío de 3000 soldados el 29 de octubre de 1822 y el 15 de abril de 1823. Tampoco podía dejar desguarnecidas las provincias de Loja, Cuenca, Quito, Pasto y hasta Guayaguil, donde el apoyo a la causa real aun era fuerte, podía haber levantamientos. Fue el alzamiento de los pastusos y la resistencia realista en Puerto Cabello los argumentos para negar nuevos apoyos. El 29 de agosto Bolívar finalmente cesa sus peticiones, el proyectado refuerzo de 4000 hombres era imposible de mantenerlo una vez llegado en Perú, donde la mayoría enfermaría o desertaría (especialmente, según él, los reclutas provenientes de Venezuela, el Istmo y Cartagena), y aun si fueran la mitad era posible que los necesitaran más en Venezuela, dicha tropa solo sería enviada cuando no la necesitara Caracas. Por otra parte, los peruanos estaban temerosos de que Bolívar reuniera un ejército demasiado poderoso y terminaron rechazando el ofrecimiento de ayuda.

### Segunda Rebelión de Pasto

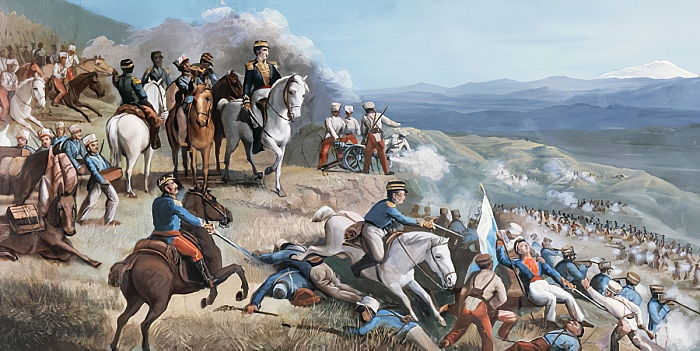
Tropas Gran colombianas contra las de Agualongo durante la batalla de Ibarra

A mediados de 1823, con la región sur de Colombia desguarnecida de efectivos militares, por encontrarse estos en Perú o embarcándose para allá, los líderes de la resistencia pastusa Estanislao Merchancano como jefe civil y Agustín Agualongo como jefe militar, se alzaron en Pasto en favor de la causa del Rey. Los pastusos fueron derrotados varias veces, entre ellos en Ibarra, pero tras ser derrotados se retiraban a las montañas donde rehacían sus fuerzas y volvían a atacar. Finalmente la rebelión acabaría en julio de 1824 con la captura y fusilamiento de Agualongo.

### Sucre Jefe Militar Supremo
Al llegar la primera expedición colombiana al puerto de El Callao (3000 entre lanceros venezolanos, granaderos neogranadinos y fusileros mercenarios escoceses, ingleses, alemanes, rusos e irlandeses), Andrés de Santa Cruz y Agustín Gamarra se encontraban en una ofensiva cerca de La Paz con casi todas las fuerzas peruanas. Lima había sido dejada casi desguarnecida por el ejército peruano, situación que aprovechó el brigadier José de Canterac para organizar un ejército de 8000 hombres en Jauja con el que marchó sobre la capital, entrando en Lima el 18 de junio. El congreso nombró a Sucre general en jefe, quien contando el 18 de junio con solo 3700 hombres, evacuó la ciudad para El Callao. Los días siguiente hubo varios encuentros entre las avanzadas de ambas fuerzas, incluyendo un sangriento combate en el Carrizal y la Legua el 1 de julio. El 21 de junio el congreso peruano proclamó a Sucre Jefe Supremo Militar.
El período de 1822-1823 fue uno de constante crisis para la revolución en Perú.

### Expedición a Intermedios
En una junta de guerra Sucre recomendó enviar una expedición de 4000 hombres a reforzar las fuerzas peruanas que se hallaban en el Altiplano y para obligar a Canterac a evacuar Lima. El congreso aceptó el proyecto y Sucre designó como jefe al general Rudecindo Alvarado,  quien partió del Callao el 13 de julio hacia Intermedios con la brigada de Jacinto Lara compuesta por tres batallones colombianos, y la brigada del general Pinto de dos batallones chilenos.
Bolívar y San Martín consideraban la campaña demasiado arriesgada, pero sus promotores esperaban con una doble ofensiva de 8000 soldados aniquilar los últimos enclaves realistas. La tropa republicana era demasiado pequeña en comparación a las fuerzas enemigas, estimadas en un total de 19 000 a 20 000 hombres que fácilmente podía concentrar diez o doce millares en cualquier sitio específico.
Enterado Canterac de la expedición evacuó Lima el 16 de julio y se dirigió vía Jauja y Huancavelica hacia el sur, a detener los progresos de Santa Cruz y evitar una unión de los ejércitos peruanos y colombianos.
Sucre salió del Callao el 20 de julio y llegó al puerto de Chala el 2 de agosto. Llevaba consigo 4500 hombres mientras 11 000 veteranos quedaban guarneciendo Lima. Allí buscó la cooperación de Santa Cruz, pero las desavenencias entre ambos cortaron cualquier esperanza de actuar en conjunto. De Quilca siguió Sucre hacia Arequipa ciudad que tomó el 18 de agosto, la guarnición española se retiró a Apo.
Mientras tanto, en la sierra, las fuerzas de Gerónimo Valdés y el Virrey se habían reunido. Santa Cruz evitó el combate y se dirigió hacia Oruro a reunirse con Gamarra. Allí recibieron noticias de que el general Olañeta había llegado desde Potosí a incorporarse al ejército del virrey.
Sucre recibió un oficio de Santa Cruz el 12 de septiembre invitándolo a reunirse con él, pero para cuando llegó a Apo tuvo conocimiento de la retirada de Santa Cruz y Gamarra. Tras dirigirse a Puno, conoció allí que el ejército peruano se retiraba a la costa y Sucre. Retrocediendo, llegó a Cangallo, punto situado en la vía de Moquegua, de donde volvió a Arequipa el 29 de septiembre.

### Arribo de Bolívar
Bolívar partió de Guayaquil el 6 de agosto de ese año en el bergantín "Chimborazo" y tras 25 días de navegación en contra de la corriente del sur atraco el Chimborazo en el puerto de El Callao el 1 de septiembre, y entró seguidamente a Lima el 10 en medio de grandes celebraciones. El Congreso peruano lo nombró Director Supremo de la Guerra. En los días que siguieron continuaron arribando refuerzos colombianos al Callao.

### Enfrentamiento con Riva Agüero
Bolívar tuvo que hacer frente a las intrigas del expresidente José de la Riva Agüero, quien destituido por el Congreso, se había retirado antes del arribo de Bolívar a Trujillo con su ejército de 3000 hombres y se negaba a someterse a la autoridad del nuevo presidente José Bernardo de Tagle. Ya al día siguiente de su desembarco en Perú el Congreso había autorizado a Bolívar para que terminara con las disensiones entre el gobierno presidido por Torre Tagle y Riva Agüero. El 4 Bolívar dirigió una carta a Riva Agüero increpándole a someterse al Congreso. Ya con la suprema autoridad militar que le confirió el Congreso el 10 de ese mes Bolívar tuvo la suficiente amplitud de acción como para tomar las medidas necesarias tanto políticas como militares.
Bolívar nombró una comisión compuesta por el diputado José María Galdeano y el general de brigada Luis Urdaneta para tratar con Riva Agüero. El 11 de septiembre llegaron al cuartel general en Huaraz sin lograr un acuerdo aceptable con el disidente pues este esperaba noticias favorables del ejército de Santa Cruz y de las negociaciones que llevaba con los españoles.
Bolívar invitó varias veces a Riva Agüero a sumar sus hombres a los 3000 hombres que el disponía en Paseo con el fin de abrir la campaña que el conduciría contra los españoles. Mientras tanto Sucre buscaba acercar a Santa Cruz y así cortar el apoyo de este a Riva Agüero. Bolívar se enteró entonces de la disolución del ejército de Santa Cruz junto con las alarmantes noticias de que Riva Agüero buscaba un acuerdo con el virrey José de la Serna. Agotados los recursos diplomáticos el Libertador inicio los preparativos para reducir a Riva Agüero por la fuerza.
Para finales del mes la situación militar era la siguiente: los realistas estaban divididos en el Ejército del Norte (6000 hombres) en la comarca de Cusco al mando del Virrey y el Ejército del Sur (3000) en el Alto Perú al mando de Gerónimo Valdés mientras que los republicanos, al mando de Bolívar, les quedaban alrededor de 7000 soldados de los 9000 a 10 000 con los que habían iniciado la campaña. Estas numerosas bajas no eran nuevas, entre mediados de 1818 y junio de 1822 más de 22 000 colombianos habían sido reclutados pero apenas 600 seguían activos, el resto había muerto, estaba enfermo o herido o había desertado.
Bolívar expresaría su opinión de la caótica situación peruana (tres gobiernos, Riva Agüero en Trujillo, Torre Tagle en Lima y La Serna en Cuzco): 

Los Pizarro y Almagros pelearon; peleó La Serna con Pezuela; peleó Riva Agüero con el Congreso, Torre Tagle con Riva Agüero, y con su patria Torre Tagle; ahora, pues, Olañeta está peleando con La Serna y, por lo mismo, hemos tenido tiempo de rehacernos y de plantarnos en la palestra armados de los pies a la cabeza.
 Carta de Bolívar a Santander, Huamachuco, 6 de mayo de 1824.

### Campaña militar contra Riva Agüero
Los rebeldes se hallaban en Huaraz y Trujillo y el Virrey en Jauja y Cerro de Pasco. Bolívar decidió enfrentar a ambos ocupando el territorio entre ambos ejércitos e impedir así que unieran fuerzas. Sucre se había negado a tomar parte en la campaña contra los rebeldes peruanos, pues creía que no debían inmiscuirse en los asuntos de dicha nación. Por tanto Bolívar los destino a contener a los españoles en Jauja y Pasco. La campaña en el sur contra las fuerzas de Santa Cruz había movilizado muchos hombres de los que disponía el Virrey en el norte, dejando unos pocos en la zona en donde Bolívar y Sucre operaban.

Salí a interponerme entre Riva Agüero y los godos del Jauja, porque este malvado, desesperado de triunfar, estaba tratando de entregar su patria a los enemigos, para salir con más provecho aunque menos lucido.
 Bolívar a Santander, Pallasca, 8 de diciembre de 1823.

Los republicanos suman quince mil hombres, distribuidos así a comienzos de septiembre: 6000 con Santa Cruz en La Paz, 3000 con Sucre en Arequipa, 4000 en los alrededores de Lima y 2000 siguiendo a Riva Agüero en Trujillo, además se esperaban 2000 refuerzos de Chile. Las fuerzas realistas eran dieciocho mil: 8000 con Canterac en Jauja, 3000 con Valdés entre Puno y Arequipa, 4000 con Olañeta en Charcas, 1000 con el virrey en Cuzco y 2000 en otras zonas. Pero la necesidad de enfrentar a Santa Cruz obligó debilitar las fuerzas del norte, quedando 3000 en Jauja e Ica, concentrando 4000 en Arequipa. Sucre estaba obligado a evitar enfrentar fuerzas superiores, debía retroceder hacia Lima o a unirse a Santa Cruz.
Con las tropas colombianas, 3000 soldados, Bolívar ascendió desde la costa hacia la Cordillera Negra, siguiendo por los valles de Pativilca y las fortalezas; atravesando la Cumbre, descendió al callejón de Huaylas. El grueso del ejército marchó hacia Huaraz, en donde se incorporó Sucre y su división. A Sucre se le encargó cruzar la cordillera con algunos cuerpos selectos, y dirigirse al sur para enfrentar a los españoles que se hallaban en las regiones de Huánuco y Pasco; mientras tanto, Bolívar se dirigía al norte directamente contra Riva Agüero quien se había retirado a Trujillo. Mientras en la sierra se desarrollaba la campaña, en la costa el almirante Guisse se pronunció a favor de Riva Agüero, y estableció el bloqueo de toda la costa peruana desde Cobija hasta Guayaquil.
Riva Agüero evitó el combate con las tropas colombianas, hasta que el 25 de noviembre fue destituido junto con su segundo, el general Ramón Herrera, por sus mismos subalternos que estaban en contra de los tratos con los españoles que llevaba el expresidente. El general La Fuente arrestó a Riva Agüero en Trujillo, mientras que en Santa hizo lo mismo el coronel Ramón Castilla, prendiendo al general Ramón Herrera. Bolívar permaneció en la cordillera occidental persiguiendo a los subalternos de Riva Agüero, que se habían retirado al Marañón y se iban rindiendo por donde pasaba Bolívar.
Al finalizar la campaña, el ejército se encontraba desgastado, cansado de marchar por las altas cordilleras y con su equipo gastado y sin posibilidades de reponerlo. Bolívar pidió refuerzos a Colombia, pero estos solo empezarían a llegar cuando la guerra ya estaba prácticamente acabada.

### Rebelión de las fuerzas argentinas
El 5 de febrero de 1824 se rebelaron en El Callao los soldados del Regimiento del Río de la Plata, junto con algunas unidades chilenas y peruanas, motivados por los retrasos en sus pagos. Estos apresaron a sus oficiales, entre ellos el general Alvarado, gobernador de las fortalezas de la ciudad. Los rebeldes liberaron al coronel realista español José de Casariego y le dieron el mando de sus fuerzas. Pocos días más tarde, los Granaderos a Caballo se sumaron a la rebelión desde Lurín. Un centenar de ellos protestaron la acción y al mando de José Félix Bogado lograron reunirse al ejército del Libertador, formando un escuadrón que luchó en Junín y Ayacucho, regresando luego a Buenos Aires.
Inmediatamente, Bolívar ordenó sacar de Lima todos los cuerpos militares y logísticos que se pudiera antes de que llegara el ejército español para apoyar a los rebeldes del Callao. Ante la grave situación militar el Congreso en resolución del 10 de febrero lo nombra Dictador con facultades ilimitadas.

### Situación militar
El ejército se componía entonces de tan solo 5000 hombres, de los cuales 4000 eran colombianos y 1000 peruanos; además de ello, unos 750 colombianos se hallaban enfermos por las largas marchas y el "soroche". Para el 30 de marzo los cuerpos principales del ejército colombiano se hallaban en la costa y el callejón de Huaylas. Del otro lado de la Cordillera Blanca, un batallón y un escuadrón colombiano y dos cuerpos peruanos protegían la entrada como avanzada. Al norte de Trujillo se encontraban tres batallones peruanos y dos colombianos. El ejército español se hallaba al otro lado de la cordillera, en los valles de Jauja y Tarma, dando así el frente a las fuerzas colombo-peruanas. Mientras tanto seguían las deserciones en varias unidades peruanas, y Lima, desocupada por el Ejército Libertador fue ocupada por los realistas el 18 de junio y la guarnición independentista se refugiaba en el Callao. Esta situación caótica del gobierno peruano duraría hasta el 16 de julio, cuando la capital fue ocupada por Sucre tras la evacuación de los soldados y partidarios del realismo comenzada el día primero de ese mes. La guarnición hasta entonces asediada en el Callao salió y entró en la ciudad. Cuatro días más tarde Sucre saldría de Lima para ayudar a Santa Cruz en la Segunda Campaña de Intermedios. 

### Reorganización del Ejército Libertador
Ante la caótica situación político-militar Bolívar actuó con energía para evitar el colapso del estado peruano que parecía inminente. Las deserciones continuaban entre las fuerzas peruanas, e incluso el expresidente Torre Tagle se unió a los españoles. Mientras tanto Bolívar reorganizaba sus fuerzas en base al ejército de Colombia y solicitó refuerzos a Bogotá mientras el permanecía a la ofensiva. Sucre y Bolívar discutían sobre la estratega militar a seguir; Sucre deseaba realizar un ataque preventivo tomar Jauja y llegar hasta el valle de Izcuchaca y Bolívar prefería ahorrar sus fuerzas hasta recibir refuerzos, y se oponía a ocupar terreno que no pudiesen consolidar. Los refuerzos enviados por Páez desde Venezuela llegarían en mayo.
En total, el Libertador había solicitado hasta 37 000 refuerzos durante la campaña peruana a Bogotá (3000 el 3 de marzo de 1823, 6000 el 4 de agosto, 12 000 el 22 de diciembre y 16 000 el 9 de febrero de 1824), llegando solo 2500 (llegaron 500 en diciembre de 1823, 900 el 27 de marzo de 1824 y 1100 el 22 de mayo). Esta diferencia entre las peticiones y los envíos puede hallarse desde Carabobo, más de 20 000 hombres se deseaban movilizar en Nueva Granada pero el ejército republicano era de apenas 6400; a pesar de que las levas de 1820 habían reclutado 2000 hombres en Antioquia, 8000 en Socorro y 1800 en Pamplona. Otro ejemplo es que principios de 1822 Bolívar solicitó a Santander 2000 refuerzos para tener 4000 hombres con los que avanzar desde Popayán a Quito, como nunca los consiguió el Libertador se conformó con 2000 combatientes. Las razones estaban en el poco apoyo del Congreso colombiano y el peligro que representaba Francisco Tomás Morales, como señalaba en una carta del 29 de abril de 1823 donde acusaba a los políticos colombianos de abandonar a su suerte «los 15 000 hombres de cuatro naciones» que combatían en Perú.
Por otra parte, solicitó constantemente el apoyo de los gobiernos de Santiago, Buenos Aires, México y Guatemala. Solo Chile aporto económicamente con un millón de pesos al Perú, pero también con una tropa auxiliar durante la Segunda Campaña de Intermedios. Bolívar le solicitaría al gobierno chileno de Ramón Freire el envío de 3000 soldados para conquistar el norte del Callao, desde Supe a Huanchaco, e impedir la victoria realista en el Perú, lo que afectaba directamente a Santiago, como relata en una carta del 18 de enero de 1824, sumados a los refuerzos que esperaba de Colombia la victoria sería segura, pero ni Freire tenía los recursos ni el Congreso chileno estaba dispuesto a involucrarse en la lucha de facciones que se vivía en el Perú.

### Disidencia de Olañeta: ofensiva colombiana
En Potosí se sublevó el general Olañeta, contrario a las tendencias liberales del virrey La Serna. El virrey decidió que Bolívar era la menor de las amenazas y creyendo que éste seguiría esperando refuerzos sin moverse envió a Gerónimo Valdés a acabar con Olañeta lo que casi consiguió tras su victoria en la batalla de Lava. Las fuerzas realistas estaban mortalmente divididas y todo acabaría para ellas en Ayacucho. Por entonces, el Ejército Unido del Perú sumaba 8080 combatientes (5123 infantes y 589 jinetes grancolombianos y 1727 infantes, 519 jinetes y 25 artilleros con algunas piezas por los peruanos). Las fuerzas patriotas en Perú sumaban un total de 8000 grancolombianos y 5000 peruanos a finales de 1824.